# کاموس (نقده)
کاموس یک روستا در ایران است که در دهستان سلدوز واقع شده‌است. کاموس ۷۸ نفر جمعیت دارد.